# Dirk Maassen

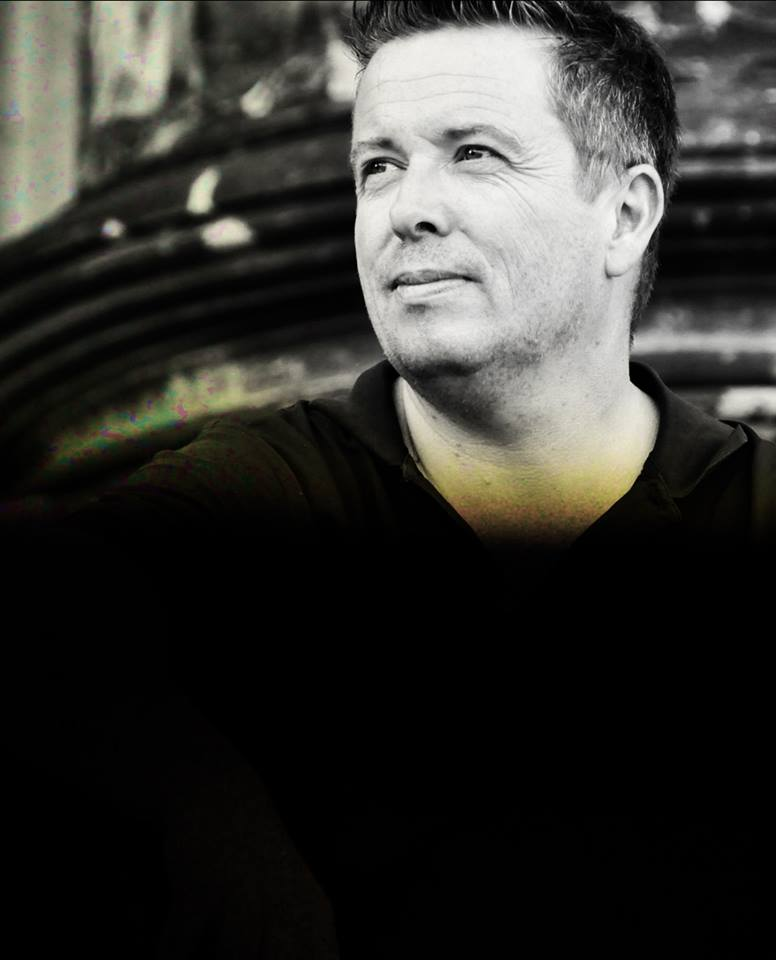
Dirk Maassen (2014)

Dirk Maassen (* 28. Februar 1970 in Herzogenrath) ist ein deutscher Komponist und Pianist.

## Leben
Maassen wuchs in Herzogenrath auf, besuchte die Grundschule im Stadtteil Straß und bis 1989 das städtische Gymnasium. Nach dem Abitur studierte er an der RWTH Aachen Allgemeine Elektrotechnik. Im Alter von zehn Jahren erhielt er Klavier- und Orgelunterricht. In den 1980er Jahren experimentierte er im Bereich der elektronischen Musik. In den 1990er Jahren unternahm er Konzertreisen mit einer Gruppe von Musikern, die sich „In Contact“ nannten. Mit ihr produzierte er zwei CDs. Gleichzeitig arbeitete er an einem Musikprojekt namens „Unknown Vision“. Am Ende der 1990er Jahre verließ er die Musikszene, um in seinem Beruf als Softwareentwickler zu arbeiten.
Im Jahre 2011 kehrte er als Komponist für Solo-Piano-Musik in die Musikszene zurück und startete im Herbst 2016 seine erste Solo-Piano-Tournee durch Europa. Zu dem Kurzfilm Crossroads (2015) steuerte er die Filmmusik bei. Er hatte im März 2020 auf Spotify 551.553 monatliche Hörer. Dirk Maassen lebt in Ulm. Nach einer zweijährigen Zusammenarbeit mit Cargo Records ist Dirk Maassen seit Juli 2019 exklusiv bei Sony Classical unter Vertrag.

## Musikalische Werke (Auswahl)

### Studioalben
- 2014: The Sitting Room Piano (Chapter I), Sony Classical
- 2014: The Sitting Room Piano (Chapter II), Sony Classical
- 2015: One Night in Cologne
- 2015: The Sitting Room Piano (Chapter III), Sony Classical
- 2015: Zenith
- 2016: The 8 Pianos Project, Sony Classical
- 2017: The Wind and The Sand, Sony Classical
- 2018: Avalanche
- 2020: Ocean, Sony Classical[4]
- 2021: Echoes, Sony Classical
- 2022: Time, Sony Classical
- 2024: Inception, Dirk Maassen Music